# Hong Kong Hakka Associations
Hong Kong Hakka Associations is de koepelorganisatie van verenigingen van Hakkanezen in Hongkong. Een deel van de Hakkanezen is autochtone Hongkonger. De rest van de Hakkanezen in Hongkong is allochtoon. Vooral in de jaren veertig en vijftig van de 20e eeuw zijn deze allochtone Hakka vanuit het Chinese Vasteland gevlucht voor het oorlogsgeweld, hongersnood en armoede. Vierenzestig verenigingen zijn lid van de koepelorganisatie. Volgens de organisatie wonen er ongeveer twee miljoen Hakkanezen in Hongkong. Hong Kong Hakka Associations onderhoudt goede banden met de Hongkongse en Chinese overheid. De organisatie werd in april 2011 officieel opgericht in Hongkong. De doelen waar ze voor staan zijn: het bevorderen van nationalisme, liefde voor Hongkong en liefde voor de jiaxiang; verenigen van Hakkanezen; deelnemen aan de Hongkongse maatschappij; supporten van de Hongkongse overheid en haar handelen; economische banden tussen Hongkong en de jiaxiang vergroten. Onder de oprichters bevonden zich onder andere de Hongkongse televisiester Eric Tsang Chi-Wai en de New Territoriese politicus Lau Wong-fat.